# Kyla La Grange
Kyla La Grange (n. 25 iulie 1986) este o cântăreață din Watford, Anglia. Ea a lansat două albume: în 2012 Ashes (Kyla La Grange album) și în 2014 Cut Your Teeth.

## Discografie

### Albume
| Titlu          | Detalii album                               |
| -------------- | ------------------------------------------- |
| Ashes          | - Lansat: 30 iulie 2012 - Label: Sony Music |
| Cut Your Teeth | - Lansat: 2 iunie 2014 - Label: Sony Music  |

### Single
| An   | Single               | Cea mai bună clasare | Cea mai bună clasare | Cea mai bună clasare | Cea mai bună clasare | Cea mai bună clasare | Cea mai bună clasare       | Album          |
| An   | Single               | DEN                  | NED                  | NOR                  | SUI                  | SWE                  | US Dance/ Mix Show Airplay | Album          |
| ---- | -------------------- | -------------------- | -------------------- | -------------------- | -------------------- | -------------------- | -------------------------- | -------------- |
| 2011 | "Walk Through Walls" | –                    | –                    | –                    | –                    | –                    | –                          | Ashes          |
| 2011 | "Been Better"        | –                    | –                    | –                    | –                    | –                    | –                          | Ashes          |
| 2011 | "Heavy Stone"        | –                    | –                    | –                    | –                    | –                    | –                          | Ashes          |
| 2012 | "Vampire Smile"      | –                    | –                    | –                    | –                    | –                    | –                          | Ashes          |
| 2014 | "Cut Your Teeth"     | 12                   | 23                   | 39                   | 69                   | 50                   | 15                         | Cut Your Teeth |
| 2014 | "The Knife"          | –                    | –                    | –                    | –                    | –                    | –                          | Cut Your Teeth |